# Список эпизодов мультсериала Totally Spies!
В этой статье представлен список эпизодов мультипликационного сериала «Totally Spies!» (рус. «Тотали Спайс!»). В нём 7 сезонов по 26 эпизодов.

## Обзор сезонов
| Сезон | Сезон | Эпизод | Период показа на ТВ                                                  | Период показа на ТВ                            |
| Сезон | Сезон | Эпизод | Премьера сезона                                                      | Финал сезона                                   |
| ----- | ----- | ------ | -------------------------------------------------------------------- | ---------------------------------------------- |
|       | 1     | 26     | 3 ноября 2001 (США) 3 апреля 2002 (Франция) 2 сентября 2002 (Канада) | 15 июня 2002 (Франция) 6 декабря 2002 (Канада) |
|       | 2     | 26     | 19 сентября 2002 8 августа 2003                                      | 19 сентября 2004                               |
|       | 3     | 26     | 3 октября 2004                                                       | 31 июля 2005                                   |
|       | 4     | 26     | 2005 (Animania HD) 3 апреля 2006 (TF1)                               | 8 марта 2007                                   |
|       | 5     | 26     | 2007 (Animania HD) 31 августа 2007 (Teletoon)                        | 10 февраля 2008                                |
|       | Фильм | Фильм  | 22 июля 2009                                                         | 22 июля 2009                                   |
|       | 6     | 26     | 4 сентября 2013 (Франция) 7 сентября 2014 (Канада)                   | 3 октября 2013 (Франция) 1 марта 2015 (Канада) |
|       | 7     | 26     | 12 мая 2024 (Франция) 4 января 2025 (США)                            | TBA                                            |

## Сезон 1 (2001—2002)
| № в сериале | № в сезоне | Название                                                        | Автор сценария                      | Дата показа     | Начало премьерный показ в Канаде |  |
| --- | ---------- | --------------------------------------------------------------- | ----------------------------------- | --------------- | -------------------------------- |  |
| |            |                                                                 |                                     |                 |                                  |  |
| 1 | 1          | «A Thing for Musicians» «Люблю музыканта»                       | Мишель и Роберт Ламоро              | 3 ноября 2001   | 2 сентября 2002                  |  |
| Сэм, Кловер и Алекс по заданию Джерри отправляются под видом музыкальной группы «Шпионки» для того, чтобы выяснить, почему песни рок-звезды Рикки Матиса превращают его фанатов в послушных зомби. Кловер влюбляется в музыканта Дэймона, которого уже пригласила на свидание Мэнди. И чтобы понравиться ему больше, Кловер начинает делать успехи в музыке. Себастьян оказался главным бандитом в эпизоде, так как при помощи песни гипноза смог покорить фанатов Рикки Матиса.                                                            |            |                                                                 |                                     |                 |                                  |  |
| 2 | 2          | «T he New Jerry» «Новый Джерри»                                 | Мишель и Роберт Ламоро              | 4 ноября 2001   | 4 сентября 2002                  |  |
| Шпионкам надоедает, что за ними постоянно следят, но Джерри неожиданно уходит в отпуск, а на его место назначают некоего Мака Смита, который совсем не против, чтобы Шпионки немного пожили обычной жизнью. Но что-то тут не так: вначале кредитные карты превращаются в лезвия во время похода по магазинам, затем машина взрывается... Сэм, Кловер и Алекс пытаются разобраться, в чём же дело. |            |                                                                 |                                     |                 |                                  |  |
| 3 | 3          | «Get Away» «Побег»                                              | Даг Молитор                         | 10 ноября 2001  | 5 сентября 2002                  |  |
| Шпионки активно отдыхают, но вдруг им встречается некий человек с очень изуродованным лицом, и вскоре они узнают, что он планирует разрушить весь мир с помощью вулканов. Они пытаются выяснить, кто же он и почему решился на такое. |            |                                                                 |                                     |                 |                                  |  |
| 4 | 4          | «Stuck in the Middle Ages with You» «Средневековые приключения» | Холли Хендерсон и Лиз Тайглаар      | 17 ноября 2001  | 9 сентября 2002                  |  |
| Известных учёных похищает неизвестный всадник, и шпионкам предстоит отправиться на его поиски в средневековье, чтобы узнать, кто и зачем похитил людей. Грядёт вечеринка в честь Хэллоуина и девочки пытаются придумать, что им надеть… |            |                                                                 |                                     |                 |                                  |  |
| 5 | 5          | «Child's Play» «Детские игры»                                   | Ронда Смайли                        | 1 декабря 2001  | 11 сентября 2002                 |  |
| Создатель игрушек пытается покорить мир и выпускает свои шедевры. Его игрушки могут гипнотизировать население, заставляя людей вести себя по-детски, и терроризировать целые города. Шпионкам нужно остановить это. Кловер расстроена тем, что ей следует одеваться как подростку и она решает изменить имидж и меняет гардероб на более взрослый. Этим она хочет привлечь симпатичного парня… |            |                                                                 |                                     |                 |                                  |  |
| 6 | 6          | «The Eraser» «Стереть память»                                   | Мишель и Роберт Ламоро              | 8 декабря 2001  | 6 сентября 2002                  |  |
| Неизвестные существа атакуют учёных и лишают их памяти. Шпионки получают задание выяснить, кто это и зачем они это творят. Сэм помогает Мэнди «спасти» волосы, и после этого она решает, что они лучшие подруги. Но такое преследование явно мешает Сэм в её шпионской деятельности… |            |                                                                 |                                     |                 |                                  |  |
| 7 | 7          | «The Fugitives» «Поддельные шпионки»                            | Мишель и Роберт Ламоро              | 15 декабря 2001 | 12 сентября 2002                 |  |
| Шпионок задерживают и арестовывают. Оказывается, что в городе появились их клоны, которые совершают преступления. Теперь им нужно выяснить, кто за этим стоит. Кловер подбирает себе наряд, чтобы произвести впечатление на парня, который прибыл из Техаса. |            |                                                                 |                                     |                 |                                  |  |
| 8 | 8          | «Abductions» «Похищенная»                                       | Дэвид Мишель & Венсан Шалво-Демерсэ | 5 января 2002   | 10 сентября 2002                 |  |
| Кто-то занялся похищением учёных для того, чтобы высасывать из них информацию. Шпионки должны узнать, кто это делает, до тех пор, пока ещё остались учёные. Сэм и Кловер ругаются из-за роли в школьной постановке. И в итоге эта роль достаётся Мэнди… |            |                                                                 |                                     |                 |                                  |  |
| 9 | 9          | «Model Citizens» «Топ-модели»                                   | Стивен Бэнкс                        | 12 января 2002  | 13 сентября 2002                 |  |
| Бывшая модель с протезом вместо ноги занимается похищением молодых девочек, чтобы забрать их самые лучшие части тела для создания идеальной модели. Кловер решает принять участие в конкурсе красоты, где победительница должна получить машину… |            |                                                                 |                                     |                 |                                  |  |
| 10 | 10         | «Spy Gladiators» «Шпионки-гладиаторы»                           | Мишель и Роберт Ламоро              | 19 января 2002  | 16 сентября 2002                 |  |
| Шпионки решают принять участие в известном гладиаторском шоу специально для того, чтобы выяснить, куда пропадают участники, которые не стали победителями. Алекс сталкивается с тем, что некая девушка Донна, которая недавно вышла из мест заключения, начинает строить ей козни из-за того, что они явно не понравились друг другу… |            |                                                                 |                                     |                 |                                  |  |
| 11 | 11         | «Silicon Valley Girls» «Силиконовая долина»                     | Даг Молитор                         | 26 января 2002  | 17 сентября 2002                 |  |
| Компьютер Д. А. З. сделал скачок в развитии и теперь грозит уничтожить весь мир. Шпионкам предстоит остановить это. Мэнди выбирают судьёй школы, и она решает наказать шпионок за халатное отношение к моде. В качестве наказания они отправляются заниматься уборкой мусора. |            |                                                                 |                                     |                 |                                  |  |
| 12 | 12         | «Queen for a Day» «Королева на один день»                       | Мишель и Роберт Ламоро              | 9 февраля 2002  | 3 сентября 2002                  |  |
| Кто-то пытается похитить королеву одной из африканских стран, чтобы помешать подписанию мирного соглашения. Кловер решает занять место королевы на официальном приёме, после чего её похищают. Шпионкам предстоит спасти её и выяснить, кто это сделал. Кловер и Мэнди конкурируют за место королевы школьного бала, и Кловер готова на свидание с Арнольдом взамен на его помощь… |            |                                                                 |                                     |                 |                                  |  |
| 13 | 13         | «Shrinking» «Таинственные исчезновения»                         | Джиллиан Тобхер                     | 2 марта 2002    | 19 сентября 2002                 |  |
| Во всём мире таинственным образом начали исчезать памятники и произведения искусства — они уменьшились в размерах, и иногда даже вместе с людьми. Шпионкам нужно узнать, кто это творит. Кловер с помощью хитрости приглашает на встречу волейболиста. И вскоре его уводит Мэнди... |            |                                                                 |                                     |                 |                                  |  |
| 14 | 14         | «Aliens» «Инопланетяне»                                         | Адам Бичен                          | 9 марта 2002    | 20 сентября 2002                 |  |
| Шпионки стараются узнать, кто занимается похищением людей. И вдруг они обнаруживают захваченный корабль пришельцев, и новый друг оказывает им помощь в спасении Сэм, Кловер и захваченных инопланетян. Алекс пытается сдать на права, потому что кошмарно водит машину… |            |                                                                 |                                     |                 |                                  |  |
| 15 | 15         | «Wild Style» «Дикари поневоле»                                  | Дэвид Слэк                          | 16 марта 2002   | 23 сентября 2002                 |  |
| В мире стали пропадать круизные лайнеры, и шпионкам нужно узнать, кто за этим стоит. С помощью странного тоннеля они прибыли на остров, где на девушек напали необычные звери. Кловер пытается впечатлить баскетболиста и приобретает туфли на платформе, но на свидании случайно сбивает своего избранника с ног… |            |                                                                 |                                     |                 |                                  |  |
| 16 | 16         | «The Black Widows» «Чёрная вдова»                               | Мишель и Роберт Ламоро              | 23 марта 2002   | 24 сентября 2002                 |  |
| Шпионки отправляются с миссией поиска команды поддержки «Пчёлки», но вдруг на одном конкурсе они замечают команду «Чёрная вдова», которая выступает с тем же номером, что и «Пчёлки». Сэм планирует поучаствовать в конкурсе, где ей придётся конкурировать с Мэнди, психологом и мастером Буддой. |            |                                                                 |                                     |                 |                                  |  |
| 17 | 17         | «Spies vs. Spies» «Шпионки против шпионок»                      | Мишель и Роберт Ламоро              | 30 марта 2002   | 27 сентября 2002                 |  |
| Джерри больше не нуждается в услугах шпионок, поскольку на работу вышли прошлые шпионки, которые пропали семь лет назад. Но вскоре девушки обнаруживают, что старые шпионки что-то замышляют. Кловер сталкивается со своим бывшим одноклассником и приглашает его на свидание, чтобы отомстить за свои прошлые обиды… |            |                                                                 |                                     |                 |                                  |  |
| 18 | 18         | «Evil Boyfriend» «Плохой парень»                                | Мишель и Роберт Ламоро              | 6 апреля 2002   | 25 сентября 2002                 |  |
| Сэм влюблена и проводит с объектом любви всё своё время. Но он лишь пользуется её влюблённостью, чтобы узнать формулу невидимости и потом устроить похищение президента. Пока Сэм общается со своим парнем, её подружки заскучали по ней, и их дружба держится на волоске... |            |                                                                 |                                     |                 |                                  |  |
| 19 | 19         | «Game Girls» «Виртуальные шпионки»                              | Брайан Томпсон                      | 20 апреля 2002  | 26 сентября 2002                 |  |
| Во всём мире выходят в продажу странные игры, в которых героями оказываются люди, которые были похищены. Шпионкам надо узнать, кто это сделал и как спасти пленённых в игре людей. Алекс испытывает романтические чувства к персонажу сериала Трою, но вскоре обнаруживает, что он не настоящий человек, а лишь компьютерная графика. |            |                                                                 |                                     |                 |                                  |  |
| 20 | 20         | «A Spy is Born» «Шпион родился. Часть 1»                        | Мишель и Роберт Ламоро              | 4 мая 2002      | 5 декабря 2002                   |  |
| Продюсер занимается похищением звёзд, чтобы заснять их в своём фильме о необитаемом острове, где расставлены ловушки на каждом шагу. Алекс притворяется актрисой и пытается освободить пленных актёров. Сэм становится самой популярной девочкой в школе, но это весьма печалит и портит настроение Мэнди. |            |                                                                 |                                     |                 |                                  |  |
| 21 | 21         | «Passion Patties» «Печенье с секретом»                          | Робин Риордан                       | 11 мая 2002     | 18 сентября 2002                 |  |
| Печенье под названием «Радости» приобретает такую популярность, что люди готовы сражаться за него. Но есть одна странность — это лакомство вызывает привыкание и люди становятся толстыми. Кловер планирует приобрести себе шляпку, но она на неё не налезает. Она теперь считает, что у неё огромная голова, и, как назло, последнюю шляпку покупает Мэнди. Но на задании Кловер пробует печенье и становится самой толстой в компании шпионок…                                                                                            |            |                                                                 |                                     |                 |                                  |  |
| 22 | 22         | «Soul Collector» «Собиратель душ»                               | Марк Валенти                        | 18 мая 2002     | 3 декабря 2002                   |  |
| Сэм собирается принять участие в школьном конкурсе, однако из-за замечания Мэнди о седом волоске чувствует себя неудобно. В это же время в одной из американских школ происходит нечто странное. Ученики этого учебного заведения неизменно становились победителями самых разных соревнований, а тут вдруг по непонятным причинам они демонстрируют совершенно противоположные результаты. Девочкам Тотали Спайс предстоит перевоплотиться в учителя истории, тренера и повара, чтобы внедриться в школу и выяснить причины происходящего… |            |                                                                 |                                     |                 |                                  |  |
| 23 | 23         | «Malled» «Долой магазины»                                       | Джо Парди                           | 25 мая 2002     | 2 декабря 2002                   |  |
| Магазины начинают подвергаться атакам странных людей, которые ненавидят покупателей. Шпионки едут на таинственный остров, чтобы выяснить, кто за этим стоит. Кловер предъявляют обвинения в воровстве духов из магазина, хотя на самом деле она их не крала — ей подкинула флакон вредная Мэнди... |            |                                                                 |                                     |                 |                                  |  |
| 24 | 24         | «Do You Believe in Magic?» «Вы верите в чудеса?»                | Скотт Гордон                        | 1 июня 2002     | 30 сентября 2002                 |  |
| С аукциона мистическим образом украден ценный антиквариат. Шпионкам предстоит узнать, кто за этим стоит. Но в процессе выполнения миссии они сталкиваются с неким фокусником, который замышляет вернуть принадлежащее себе. Шпионки участвуют в конкурсе фотографий, где их главным конкурентом является Мэнди. |            |                                                                 |                                     |                 |                                  |  |
| 25 | 25         | «The Iceman Cometh» «Ледяной король»                            | Джени Куайн                         | 8 июня 2002     | 6 декабря 2002                   |  |
| В мире наступает ледниковый период, и люди мёрзнут с небывалой силой. Шпионкам нужно срочно выяснить, кто решил уничтожить всё человечество. До Кловер доходят слухи, что в школе её считают Снежной Королевой из-за надменного поведения. |            |                                                                 |                                     |                 |                                  |  |
| 26 | 26         | «Man or Machine» «Человек или машина?»                          | Джордана Аркин                      | 15 июня 2002    | 4 декабря 2002                   |  |
| Мировых лидеров заменили роботами, которые стали вести себя неадекватно и принимать странные решения. Метро превратили в страшный аттракцион. Шпионки отправляются к жене императора, чтобы попросить помощи в поисках истинного злодея. Алекс и Кловер постоянно подначивают Сэм тем, что она зануда. Но вскоре девочки сильно увлекаются своим весельем… |            |                                                                 |                                     |                 |                                  |  |

## Сезон 2 (2002—2004)
| № в сериале | № в сезоне | Название                                                          | Автор сценария                 | Дата показа      | Начало премьерный показ в Канаде |  |
| --- | ---------- | ----------------------------------------------------------------- | ------------------------------ | ---------------- | -------------------------------- |  |
| |            |                                                                   |                                |                  |                                  |  |
| 27 | 1          | «A Spy is Born. Part II» «Шпион родился. Часть 2»                 | Мишель и Роберт Ламоро         | 19 сентября 2002 | 7 апреля 2003                    |  |
| Злой продюсер скрывается от агентов ВОЗЛ и берёт в заложники Алекс. Теперь Сэм и Кловер пытаются по его коварным и смертельным подсказкам найти свою подругу и спасти ей жизнь. Сэм начинают приходить письма от тайного влюблённого, который зовёт её на свидание. |            |                                                                   |                                |                  |                                  |  |
| 28 | 2          | «I Want My Mummy» «Где моя мумия?»                                | Брайан Томпсон                 | 13 августа 2003  | 8 апреля 2003                    |  |
| Археолог решает сымитировать свою смерть, чтобы в одиночку добраться до трёх скарабеев и завладеть неограниченной властью и силой. А тем временем его ученик содействует шпионкам в поисках сокровищ. Мэнди принимает участие в конкурсе с помощью пожертвования своего кольца. Но потом выясняется, что камень на кольце — фальшивка и первое место достаётся Арнольду.            |            |                                                                   |                                |                  |                                  |  |
| 29 | 3          | «Evil Hair Salon» «Дьявольская парикмахерская»                    | Джо Перди                      | 14 августа 2003  | 9 июня 2003                      |  |
| В городах начали открываться странные парикмахерские, после посещения которых клиентки мистическим образом пропадали. Сэм, Кловер и Алекс раздумывают, что лучше презентовать Джерри по случаю очередного его дня рождения… |            |                                                                   |                                |                  |                                  |  |
| 30 | 4          | «The Yuck Factor» «Микрошпион»                                    | Дэвид Слэк                     | 15 августа 2003  | 10 апреля 2003                   |  |
| Джерри очень подозрительно себя ведёт. И Шпионки решают узнать, что с ним не так. Уменьшившись до размера микробов, они вселяются к нему в организм. Алекс предстоит подготовить лабораторную работу, но ей трудно, поскольку нужно препарировать лягушку. |            |                                                                   |                                |                  |                                  |  |
| 31 | 5          | «It's How You Play the Game» «Как побеждать на олимпийских играх» | Ронда Смайли                   | 18 августа 2003  | 11 апреля 2003                   |  |
| Одной спортивной команде удаётся постоянно одерживать победы на всех соревнованиях, и при этом все члены команды хвалили тренера. Шпионки решают узнать, в чём таинственный секрет успеха. В то же время девочки вдруг одновременно воспылали романтическими чувствами к одному мальчику, которого не могут поделить.                                                               |            |                                                                   |                                |                  |                                  |  |
| 32 | 6          | «Here Comes the Sun» «И восходит солнце»                          | Джордана Аркин                 | 19 августа 2003  | 13 апреля 2003                   |  |
| Солнце летом становится настолько жарким, что людям приходится скупать кремы, чтобы защитить кожу. Шпионкам предстоит узнать, что заставило солнце стать таким активным. Кловер выбирают как новую музу для позирования Дэвиду. |            |                                                                   |                                |                  |                                  |  |
| 33 | 7          | «Green with N.V.» «Истинная любовь»                               | Холли Хендерсон                | 20 августа 2003  | 14 апреля 2003                   |  |
| Случается странное — все мужчины вдруг полюбили лишь одну женщину и готовы теперь ради неё на всё. Шпионки озадачены тем, как это получилось, и теперь должны узнать, что случилось с мужчинами. Шпионки старательно пытаются пригласить Дэвида на свидание, но на ком же он остановит выбор?                                                                                       |            |                                                                   |                                |                  |                                  |  |
| 34 | 8          | «Boy Bands Will Be Boy Bands» «В джазе только парни»              | Митч Уотсон                    | 21 августа 2003  | 15 апреля 2003                   |  |
| Старая музыкальная группа хочет вернуть себе славу и похищает её себе за счёт молодого бэнда. Шпионкам надо вернуть всё на свои места. Алекс мечтает о тату, как у Мэнди, но вскоре узнаёт, что это не настоящее тату. |            |                                                                   |                                |                  |                                  |  |
| 35 | 9          | «I Dude» «Крутой»                                                 | Майкл Стоукс                   | 22 августа 2003  | 16 апреля 2003                   |  |
| Все прибрежные города затапливает из-за сильных цунами. Шпионки отправляются на миссию, чтобы узнать, почему вдруг так быстро растаяли айсберги. Сэм и Дэвид объявляют голодовку, чтобы противостоять новым изменениям в школе. |            |                                                                   |                                |                  |                                  |  |
| 36 | 10         | «Mommies Dearest» «Дорогие мамули»                                | Мишель и Роберт Ламоро         | 25 августа 2003  | 9 апреля 2003                    |  |
| Шпионки делают подарок для своих мам и отправляются в спа-отель. Но женщины возвращаются оттуда очень странными и агрессивными. Кто их так изменил? Это и предстоит выяснить шпионкам… |            |                                                                   |                                |                  |                                  |  |
| 37 | 11         | «Zooney World» «Мир Зуни»                                         | Уенделл Моррис                 | 26 августа 2003  | 17 июня 2003                     |  |
| Кловер поссорилась со своим кузеном и в итоге была посажена под домашний арест. Тем временем у детей города появилось новое любимое шоу. Радостные фанаты покупают себе шлемы, гипнотизирующие их и заставляющие делать то, что прикажет один злодей. Нашим героиням надо выяснить, кто же это делает, но при этом Кловер нужно не попасться на том, что она сбежала из-под ареста. |            |                                                                   |                                |                  |                                  |  |
| 38 | 12         | «First Brat» «Первый ребёнок»                                     | Скотт Горден                   | 24 сентября 2003 | 18 июня 2003                     |  |
| Джерри поручает девочкам охранять дочь президента, но она оказывается весьма непослушной особой, которую вдобавок ко всему ещё и похищают. Шпионки находят и спасают пропавшую девочку, и после этого Джерри завоёвывает особое уважение у президента. |            |                                                                   |                                |                  |                                  |  |
| 39 | 13         | «W.O.W.» «М. О. М.»                                               | Бобби Гейлор                   | 19 апреля 2004   | 21 апреля 2003                   |  |
| Женщины в городе превращаются в агрессивных дамочек, которые нападают даже на мужчин. Вскоре они организовывают свой вид спорта. Кловер отчаянно пытается стать членом тайного клуба, но, как назло, президентом там оказывается Мэнди… |            |                                                                   |                                |                  |                                  |  |
| 40 | 14         | «Stark Raving Mad» «Безумная тусовка»                             | Холли Хакинс                   | 20 апреля 2004   | 22 апреля 2003                   |  |
| Резеры начали атаку на некоторые места в городе. И всё это по вине сбежавшего злодея, который с их помощью пытается уничтожить любимые для шпионок места. Алекс нечаянно разбивает зеркало в пудренице во время катания на роликах и теперь считает, что ей не будет везти семь лет.                                                                                                |            |                                                                   |                                |                  |                                  |  |
| 41 | 15         | «S.P.I.» «М. О. С.»                                               | Брайан Томпсон                 | 21 апреля 2004   | 24 апреля 2003                   |  |
| В мире открывается организация, которая подражает ВОЗЛ. Мало того, её шпионы всегда и во всём опережают наших героинь — до такой степени, что даже Джерри в какой-то момент готов сдаться. Но за всем этим кроется тайна. Кловер и Алекс пытаются устроиться на работу в престижный бутик, и им составят конкуренцию ещё много желающих.                                            |            |                                                                   |                                |                  |                                  |  |
| 42 | 16         | «Animal World» «Животный мир»                                     | Майкл Крамер                   | 22 апреля 2004   | 27 апреля 2003                   |  |
| Один учёный решает с помощью машины вживить животным человеческие черты и наоборот. Шпионкам нужно его остановить, пока это не зашло слишком далеко. Дэвид зовёт Кловер на свидание. Но ежегодный пикник мешает её планам… |            |                                                                   |                                |                  |                                  |  |
| 43 | 17         | «Nature Nightmare» «Обезумевший лес»                              | Митч Уотсон                    | 23 апреля 2004   | 19 июня 2003                     |  |
| Шпионки спасают людей от нападающего на них леса. Выясняется, что это является проделками одного учёного, который слишком озабочен судьбой природы. Любовь Дэвида к экстриму приводит к травме, и теперь Мэнди с Кловер соперничают за право поухаживать за пациентом. |            |                                                                   |                                |                  |                                  |  |
| 44 | 18         | «Alex Quits» «Алекс уходит»                                       | Ронда Смайли                   | 26 апреля 2004   | 18 апреля 2003                   |  |
| Джерри представляет девочкам Бритни, которую Алекс с первого же взгляда невзлюбила. После расследования очередного дела Алекс решает уйти из организации, думая, что Бритни "подослали заменить её", и чтобы подтянуть свои оценки по некоторым предметам. Но в итоге именно она спасает всю команду, когда остальные шпионки почти терпят поражение.                               |            |                                                                   |                                |                  |                                  |  |
| 45 | 19         | «Totally Switched» «Поменяться местами»                           | Джозеф Парди                   | 27 апреля 2004   | 20 июня 2003                     |  |
| У всех людей начинают меняться черты личности. Библиотекарь начинает вести себя, как известный спортсмен, а спортсмен вдруг обнаруживает склонность к чтению. Шпионки отправляются на поиски того, кто ответственен за это. Кловер делает запись своего выступления, чтобы поучаствовать в конкурсе…                                                                                |            |                                                                   |                                |                  |                                  |  |
| 46 | 20         | «The Elevator» «Лифт»                                             | Роберт и Мишель Ламоро         | 29 апреля 2004   | 30 июня 2003                     |  |
| Шпионки оказываются застрявшими в лифте. И пока ждут спасения, они делятся воспоминаниями о приключениях их шпионской жизни. Кловер вместе с Сэм и Алекс идут на свидание со спортсменами. Но парни оказываются настолько зациклены на себе, что даже не замечают исчезновения своих партнёрш…                                                                                      |            |                                                                   |                                |                  |                                  |  |
| 47 | 21         | «Ski Trip» «Путешествие в горы»                                   | Холли Хендерсон и Лиз Тигелаар | 28 апреля 2004   | 22 июня 2003                     |  |
| Мэнди похищена неизвестным злодеем, а на туристов в горах катится лавина. Шпионки отправляются, чтобы спасти свою школьную приятельницу и попытаться остановить природный катаклизм. Мэнди уводит у Кловер мальчика и вскоре отбирает у неё и подруг, потому что становится лучшей подругой остальных шпионок.                                                                      |            |                                                                   |                                |                  |                                  |  |
| 48 | 22         | «Matchmaker» «Сваха»                                              | Майкл Стоукс & Дженнифер Кляйн | 30 апреля 2004   | 2 июля 2003                      |  |
| В городе появляется чудесная машина под названием «Сваха», которая способна помочь всем девушкам найти подходящего парня. Но Кловер замечает подвох в этом. Кловер открывает свой ларёк, где сама начинает оказывать услуги свахи. |            |                                                                   |                                |                  |                                  |  |
| 49 | 23         | «Brain Drain» «Утечка мозгов»                                     | Скотт Гордон                   | 3 мая 2004       | 3 июля 2003                      |  |
| Сэм поучаствовав в телешоу вдруг становится глупой. То же самое случается и с другими участниками. Кловер и Алекс нужно выяснить, почему все участвовавшие в программе потеряли разум. Сэм предлагает помочь в учёбе Заку, который ей сильно нравится. |            |                                                                   |                                |                  |                                  |  |
| 50 | 24         | «Fashion Faux Pas» «Неправильная мода»                            | Дэвид Слэк                     | 4 мая 2004       | 4 июля 2003                      |  |
| Модельер начинает выпускать одежду, которая очень обтягивает тело и с каждым разом становится всё уже и уже. Шпионки пытаются придумать как избавиться от этого стиля в одежде. Сэм не доверяет пророчествам, но когда они вдруг начинают претворяться в её жизнь, она сразу же спешит звонить мошеннику, чтобы он снова предсказал её грядущее.                                    |            |                                                                   |                                |                  |                                  |  |
| 51 | 25         | «Toying Around» «Плохие игры»                                     | Роберт и Мишель Ламоро         | 5 мая 2004       | 6 июля 2003                      |  |
| Игрушки вдруг стали оживать с помощью тайных микрочипов. И они, начав думать сами, начали атаковать людей. Кловер пользуется влюблённостью Рэнди — мальчика, который готов ради неё на всё... |            |                                                                   |                                |                  |                                  |  |
| 52 | 26         | «Starstruck» «Звёздная болезнь»                                   | Дэвид Слэк                     | 8 августа 2003   | 23 апреля 2003                   |  |
| Известного актёра похитила пожилая дама, которая не различает реальность и актёрскую сцену. Она бредит сценарием одного боевика, в котором должна уничтожить шпионок. Кловер соперничает с Мэнди за то, чтобы стать лицом одной компании. Но они ещё не знают, что достанется победительнице.                                                                                       |            |                                                                   |                                |                  |                                  |  |

## Сезон 3 (2004—2005)
| № | #  | Название                                                        | Дата показа     |
| --- | -- | --------------------------------------------------------------- | --------------- |
| 53 | 1  | «Physics 101» «101 балл по физике — это много?»                 | 3 октября 2004  |
| Шпионки переселяются в общий дом, где должны будут вместе жить. Шпионки делят между собой комнаты в особняке, и каждая хочет занять лучшую. А в это время в городе появляется злодей, который пытается с помощью анти-гравитационного оружия переслать всё население в космос. |    |                                                                 |                 |
| 54 | 2  | «Freaky Circus» «Цирк уродов»                                   | 10 октября 2004 |
| В город прибыл цирк, и после того как люди прокатываются на аттракционе, то становятся цирковыми фриками (Алекс превращается в человекоподобную рыбу, а Кловер — в слониху), а владелец цирка только зазывает всё больше посетителей. Кловер принимает участие в программе, где её соперницей выступает Мэнди.                                                                                    |    |                                                                 |                 |
| 55 | 3  | «Computer Creep» «Компьютерный маньяк»                          | 17 октября 2004 |
| В компьютерном сети начал распространяться неизвестный вирус, который завладевает разумом людей и вынуждает подчиняться своим правилам. Алекс испытывает финансовые трудности, но не может найти работу из-за несговорчивости с работодателями. |    |                                                                 |                 |
| 56 | 4  | «Space» «Космос»                                                | 7 ноября 2004   |
| На Землю стали падать метеориты, разрушая всё на своём пути. Шпионкам предстоит выяснить, кто такая Леди Луна и почему она мстит людям. У шпионок появляется нянька, которая не сводит с них глаз и даже носит им на уроки еду. |    |                                                                 |                 |
| 57 | 5  | «Evil Coffee Shop» «Зловещее кафе»                              | 14 ноября 2004  |
| Шпионкам предстоит выяснить, кто гипнотизирует людей и заставляет их готовить кофе для кафе Кофе Хауз. ситуация осложняется тем, что в этот раз к ним примыкает Мэнди, случайно узнавшая их тайну. Беда ещё и в том, что она совершенно не знает, как себя правильно вести в роли шпионки. |    |                                                                 |                 |
| 58 | 6  | «Forward to the Past» «Вперёд в прошлое»                        | 21 ноября 2004  |
| Шпионки решают отправиться в 70-е годы, чтобы выяснить, кто настроил их босса против них самих. Они должны остановить злодея, который потенциально влияет на будущее. Кловер занимается поиском парня и, увлёкшись, назначает слишком много свиданий за раз. |    |                                                                 |                 |
| 59 | 7  | «The Incredible Bulk» «Невероятная масса»                       | 28 ноября 2004  |
| Бывший спортсмен занимается продажей шоколадок в качестве спортивного питания, которые делают всех съевших огромными громилами. Алекс по уши влюблена в спортсмена, но после того как она его победила, она перестаёт быть ему интересной. |    |                                                                 |                 |
| 60 | 8  | «Morphing is Sooo 1987» «Клонирование»                          | 5 декабря 2004  |
| Тим Скэм мечтает о жестокой мести нашим героиням. Он вернулся с неким веществом, которое способно воспроизводить злые копии людей, подчиняющиеся только ему. Сэм постоянно мучает Кловер и Алекс с уборкой, хотя у неё самой в комнате неразбериха. |    |                                                                 |                 |
| 61 | 9  | «Planet of The Hunks» «Планета красавчиков»                     | 12 декабря 2004 |
| В мире стали пропадать все красивые парни. Девушки едут на богатый остров, чтобы прекратить потакание капризам избалованной принцессы, которая не жалеет денег на свои «игрушки». Сэм и Алекс удалось найти личные записи Кловер, и они обнаруживают там много неприятных вещей о себе. |    |                                                                 |                 |
| 62 | 10 | «Super Nerd» «Супер-отстой»                                     | 19 декабря 2004 |
| Арнольду случайно попадается кольцо, ранее принадлежащее злодею, и с его помощью он становится популярным в школе. Но вместе с этим круто меняется и его характер. Арнольд пытается баллотироваться в президенты класса, но Мэнди высмеивает его… |    |                                                                 |                 |
| 63 | 11 | «Dental? More Like Mental» «Зуб больной? Может, псих больной?»  | 6 марта 2005    |
| Зубной врач, который в прошлом лечил знаменитостей, но был уволен за испорченные зубы президента, решает отомстить. Он начинает похищать людей и с помощью их зубов создаёт себе страшное оружие. Алекс страдает зубной болью, но не может пойти лечиться, потому что до смерти боится. |    |                                                                 |                 |
| 64 | 12 | «Escape from WOOHP Island» «Побег с острова WOOHP»              | 13 марта 2005   |
| Самолёт Бритни заносит, и она оказывается на острове, где содержат опасных преступников. Шпионкам надо её отыскать, но это оказывается непростым делом. Кловер идёт работать в фирму, где ей нужно рекламировать косметику для кожи. Но выясняется, что от неё коже становится только хуже. |    |                                                                 |                 |
| 65 | 13 | «Scam Camp» «Нехороший лагерь»                                  | 20 марта 2005   |
| Хозяин лагеря рассылает приглашения подросткам, которые имеют таланты, чтобы они поучаствовали в конкурсе. Но на самом деле организатор лишь хочет забрать их таланты себе. Девочки борются с Мэнди за возможность провести самую лучшую вечеринку. |    |                                                                 |                 |
| 66 | 14 | «Evil G.L.A.D.I.S.» «Отчего взбесилась Глэдис?»                 | 27 марта 2005   |
| В ВОЗЛ проходит рождественская вечеринка, во время которой на Г.Л.Э.Д.И.С. проливают клюквенный сок, и после этого она становится злой и неуправляемой. Героям остаётся только обратиться за помощью к злодею. Кловер и Мэнди отчаянно хотят себе стильные сапоги от известного бренда, но им придётся посоперничать.                                                                             |    |                                                                 |                 |
| 67 | 15 | «Super Agent» «Супер-агент»                                     | 3 апреля 2005   |
| Кловер вдруг становится шпионкой со сверхспособностями. Она может справляться с заданиями и одна, обладая огромными возможностями. Остальные девочки решают отправиться на остров, чтобы разузнать, кто превратил Кловер в такую. Кловер начинает участвовать в большинстве школьных клубов для повышения своей популярности. Но её шпионская работа не даёт полноценно заниматься личной жизнью. |    |                                                                 |                 |
| 68 | 16 | «Evil Airlines» «Добро пожаловать на борт»                      | 10 апреля 2005  |
| Кловер побеждает в конкурсе и получает билет на полёт в Париж, на новом лайнере. Но случается непредвиденное — пилот наотрез отказывается сажать самолёт и пытается всеми силами оставаться в воздухе. Кловер едет с девочками на новом лайнере, но они там ссорятся из-за письма, которое не было отправлено по забывчивости подруг.                                                             |    |                                                                 |                 |
| 69 | 17 | «Creepy Crawly» «Нашествие тараканов»                           | 17 апреля 2005  |
| На этот раз шпионкам придётся иметь дело с бывшим терминатором, который теперь защищает насекомых и пытается уничтожить население. Алекс знакомится с Сэтом, но он оказывается готом, и ей приходится под него подстраиваться и любить тёмную поэзию. |    |                                                                 |                 |
| 70 | 18 | «Truth or Scare» «Правда или жизнь»                             | 24 апреля 2005  |
| Злоумышленник с помощью машины пытается добывать персональную и конфиденциальную информацию о знаменитостях. Шпионкам надо его остановить. Мэнди удалось рассорить девочек в процессе одной игры. |    |                                                                 |                 |
| 71 | 19 | «Feng Shui Is Like Sooo Passe» «Фэн-шуй — это так несовременно» | 1 мая 2005      |
| Пользуясь доверием Джерри, учитель фэн-шуй пытается изменить внешний облик Земли. Он хочет совместить все континенты и острова вместе. Кловер выбирает себе новую подопечную — девочку Тару, которая вскоре обретает небывалую популярность. |    |                                                                 |                 |
| 72 | 20 | «Evil Valentine’s Day» «Роковая страсть»                        | 8 мая 2005      |
| Джерри собирается жениться на няне наших героинь — Мирне Бисботтом. Но шпионки что-то подозревают и отчаянно стараются узнать, как он мог так быстро в неё влюбиться. Девочки по уши влюбились в чистильщика бассейна, но он не говорит на них языке, и его вообще не интересует женский пол. |    |                                                                 |                 |
| 73 | 21 | «Halloween» «Хэллоуин»                                          | 9 мая 2005      |
| Мэнди отчаянно пытается отомстить шпионкам. На этот раз она хочет это сделать с помощью заклинания, но случайно открывает вход в параллельное измерение. И оттуда вырывается страшный демон, который способен превращать людей в зомби. Шпионки снова насмехаются над Мэнди, и она никак не может придумать способ им жестоко отомстить.                                                          |    |                                                                 |                 |
| 74 | 22 | «Power Yoga» «Магическая сила Йоги»                             | 22 мая 2005     |
| Старые участники школы Йоги задумали создать армию из похищенных людей, чтобы разрушить с их помощью новый клуб. Шпионки совсем не преуспевают в школе йоги. А Сэм и вовсе не в состоянии выполнять задания по физкультуре, потому что не может лазать без ремня безопасности. |    |                                                                 |                 |
| 75 | 23 | «Head Shrinker» «Оглупляющая машина»                            | 29 мая 2005     |
| Злодей задумывает изобрести машину, которая смогла бы превратить людей в дикарей и отправить в доисторическое время. Сэм начинает испытывать романтические чувства к очень интеллигентному мальчику. И ей нужно учиться манерам, чтобы соответствовать. |    |                                                                 |                 |
| 76 | 24 | «Evil Promotion. Part 1» «Повышение вниз. Часть 1»              | 1 мая 2005      |
| Девушки отправляются в школу Шпионок, чтобы пройти дополнительную подготовку по улучшению собственных навыков. Но там выясняется, что организатор пытается уничтожить их босса. Шпионки уже не ощущают азарт в миссиях, потому что теперь остановить преступников кажется им слишком простой задачей.                                                                                             |    |                                                                 |                 |
| 77 | 25 | «Evil Promotion. Part 2» «Повышение вниз. Часть 2»              | 1 мая 2005      |
| Шпионкам ничего другого не остаётся, как договориться с Джерри об инсценировании его смерти. Но в процессе этого их босс на самом деле умирает. И теперь девочки хотят устроить страшную месть Терренсу. |    |                                                                 |                 |
| 78 | 26 | «Evil Promotion. Part 3» «Повышение вниз. Часть 3»              | 1 мая 2005      |
| Шпионки обнаруживают, что Дин работал тройным агентом и он берётся им помогать в уничтожении роботов злодея. А Джерри оказывается жив и после всего случившегося награждает шпионок званиями супер-агентов. Теренс, обманув персонал тюрьмы, сбегает из неё. |    |                                                                 |                 |

## Сезон 4 (2005—2007)
| № | #  | Название                                                                | Дата показа    |
| --- | -- | ----------------------------------------------------------------------- | -------------- |
| 79 | 1  | «The Dream Teens» «Юные красавицы»                                      | 3 апреля 2006  |
| Терренс с другими злодеями организовали преступное сообщество, которое назвали Л.У.Ж.A. (Лига Устрашения Жалких Авантюристов). Кловер и Mэнди никак не могут решить, чью фотографию поместить на обложку журнала. Обе девушки красиво вышли, поэтому их снимки объединяют в одну фотографию. |    |                                                                         |                |
| 80 | 2  | «Futureshock!» «Испытание будущим»                                      | 4 апреля 2006  |
| Mэнди ломает ноготь на тренировке. Дэвид предложил ей поучаствовать в телевизионном шоу, и Мэнди соглашается. Тем временем шпионки отправляются в будущее в 2025 год с помощью машины времени, построенной Джерри, и обнаруживают, что миром правит... Мэнди. Мало того, их будущие версии не выходят на связь. Сэм, Кловер и Алекс пытаются разобраться, как же Мэнди стала мегазнаменитостью. |    |                                                                         |                |
| 81 | 3  | «I Hate The Eighties» «Ненавижу восьмидесятые»                          | 5 апреля 2006  |
| Буги Гас своим оружием возвращает жителей в восьмидесятые годы. Шпионкам остаётся надеяться только на Джерри, ведь они стали малышами. Алекс, Кловер и Сэм направились по магазинам, напялив смешные шляпки, ведь в этих шляпках на товары дают большую скидку. |    |                                                                         |                |
| 82 | 4  | «The O.P.» «О. П.»                                                      | 6 апреля 2006  |
| Шпионки попадают в аварию рядом с O.П. и решают искать помощь в этом городе. Но вдруг они обнаруживают, что жители О.П. очень странно себя ведут. Кловер решает найти себе парня при помощи электронной свахи. |    |                                                                         |                |
| 83 | 5  | «Alex Gets Schooled» «Приключения Алекс в новой школе»                  | 7 апреля 2006  |
| Алекс плохо учится, и её родители твёрдо решили перевести дочь в английскую школу-интернат "Плавниковая академия". Вдруг с ней пропадает связь. Сэм и Кловер ничего другого не остаётся, как выручать подругу. Квартира Кловер и Сэм с поселением там Джерри превратилась в место проведения вечеринок…                                                                                         |    |                                                                         |                |
| 84 | 6  | «Mime Your Own Business» «Искусство пантомимы»                          | 10 апреля 2006 |
| Бывший мим при помощи аккордеона пытается превратить жителей в таких же мимов. Люди перестают говорить, а мир стал серо-белым. Кловер и Сэм ругают Алекс за чрезмерную разговорчивость. |    |                                                                         |                |
| 85 | 7  | «Attack of the 50 Foot Mandy» «Нападение гигантской Мэнди»              | 11 апреля 2006 |
| Коротышка Смолл вернулся и намерен отомстить Кловер, превратив её в великаншу. Однако под действие прибора вместо Кловер попадает Мэнди, и теперь шпионкам необходимо срочно придумать, как её остановить. Пока Кловер и Мэнди соперничают между собой в конкурсе красоты, побеждает совсем другая девчонка.                                                                                    |    |                                                                         |                |
| 86 | 8  | «Evil Jerry» «Злой Джерри»                                              | 12 апреля 2006 |
| Джерри внезапно стал злым и решил выпустить из тюрьмы всех злодеев. Шпионки хотят узнать, кто всё это затеял. Mэнди решила следовать новым модным веяниям по-шпионски. |    |                                                                         |                |
| 87 | 9  | «0067» «Агент 0067»                                                     | 13 апреля 2006 |
| Джерри хочет поучаствовать на съёмках в роли одного из главных героев — борющегося со злом агента. Джерри участвует в съёмках, поэтому он оставил агентство на Алекс, Сэм, и Кловер, которые, как оказалось, очень плохие администраторы. |    |                                                                         |                |
| 88 | 10 | «Arnold the Great» «Арнольд Великий»                                    | 14 апреля 2006 |
| Джеральдина притворилась лучшим другом Арнольда и подарила ему ремень, при помощи которого он стал гораздо сильнее. Над Арнольдом в школе все издеваются. Mэнди не исключение, поэтому он решает стать настолько же крутым, как и герои комиксов. |    |                                                                         |                |
| 89 | 11 | «Mani-Maniac» «Маникюрный маньяк»                                       | 17 апреля 2006 |
| Оказываются похищенными все дамы, посетившие один из маникюрных салонов. Шпионкам необходимо знать, чьих рук это дело. Мэнди и Кловер соперничают за то, чтобы фото их ухоженных ногтей разместили на обложке журнала. |    |                                                                         |                |
| 90 | 12 | «Deja Cruise» «Круиз Дежавю»                                            | 18 апреля 2006 |
| Джерри отправил шпионок отдохнуть на круизном лайнере, но почему-то им приходится переживать одни и те же события снова и снова. Шпионки мечтают отдохнуть. После завершения очередной миссии они поняли, что по-настоящему отдохнуть можно только у себя дома. |    |                                                                         |                |
| 91 | 13 | «Evil Bouquets Are So Passe» «Цветы зла безнадёжно устарели»            | 19 апреля 2006 |
| Злыми цветами усыплены все мужчины. Наша команда попадает в лапы девичьей группы, все участницы которой были когда то преданы или брошены мужчинами. Кловер расстаётся ещё с одним бойфрендом, а тот пригласил Алекс на свидание. |    |                                                                         |                |
| 92 | 14 | «Evil Heiress» «Дьявольская наследница»                                 | 20 апреля 2006 |
| Во всём мире пропадают богачи. Шпионки отправляются в дом будущей возможной жертвы, но та оказывается совсем не невинной овечкой. Сэм утверждает, что выступает против роскоши и богатства, хотя это не так. |    |                                                                         |                |
| 93 | 15 | «Sis-KaBOOM-Bah!» «Привет победа и успех!»                              | 21 апреля 2006 |
| Послушав диск с движениями команд поддержки, девчонки стали марионетками под управлением злодейки, пытающейся спастись из мест заключения. Мэнди и Кловер соперничают за должность чирлидера группы поддержки. Однако в качестве чирлидера выбрали Арнольда. |    |                                                                         |                |
| 94 | 16 | «Evil Ice Cream Man» «Дьявольский мороженщик»                           | 5 мая 2006     |
| Mороженщик пытается утопить весь город, решив таким образом отомстить за нежелание покупать его продукцию. Шпионкам удаётся его остановить, но теперь новая напасть — на город движется гора мороженого. Алекс разбила зеркальце и теперь считает, что её ждут одни несчастья. И что бы вы думали — так и происходит.                                                                           |    |                                                                         |                |
| 95 | 17 | «Beauty Is Skin Deep» «Зловещая красота»                                | 26 июня 2006   |
| После воздействия странной косметики на лицах жертв навсегда закрепляется улыбка, задумчивость или печаль. Кловер пытается заигрывать с одним из парней, однако ничего не выходит. Впав в отчаяние, она показывает себя настоящей неряхой. |    |                                                                         |                |
| 96 | 18 | «Like, So Totally Not Spies. Part I» «Как будто и не шпионки. Часть 1»  | 10 марта 2007  |
| Алекс, Кловер и Сэм приобрели себе по красивому браслету. Но, надев их на себя, девочки забыли всё связанное со шпионским делом. Mэнди приобрела все модные штучки чуть раньше Кловер и обзывает ту своей подражательницей. |    |                                                                         |                |
| 97 | 19 | «Like, So Totally Not Spies. Part II» «Как будто и не шпионки. Часть 2» | 17 марта 2007  |
| Джерри попытался выяснить, что случилось со шпионками, но тут его похитили. Девушки отправляются за ним, понимая, что только Джерри поможет им. |    |                                                                         |                |
| 98 | 20 | «Spy Soccer» «Шпионский футбол»                                         | 20 марта 2007  |
| Алекс в восторге от своего нового тренера по футболу. Но вскоре Сэм и Кловер замечают большие странности в её поведении: Алекс становится всё более агрессивной. В итоге девочкам приходится сыграть против подруги в "матче на выживание". |    |                                                                         |                |
| 99 | 21 | «The Suavest Spy» «Учтивейший шпион»                                    | 31 марта 2007  |
| Шпионкам необходимо отловить бандита, которого нельзя поймать. Он галантен, к тому же оказывается очень красивым. Конечно же, девчонки при встрече с ним забывают обо всём. Сэм считают самой умной, и она пытается укрыться от всей школы. |    |                                                                         |                |
| 100 | 22 | «Spies On The Farm» «Суперагенты на ферме»                              | 18 марта 2007  |
| Шпионки оказываются на ферме. Им надо узнать, кто превращает жителей в опасные виды овощей. Из-за Кловер, Алекс и Сэм после задания всё время оказываются в грязи. Решив сгладить чувство своей вины, Кловер приобрела девушкам по абонементу в салон на грязевую процедуру. |    |                                                                         |                |
| 101 | 23 | «Spies In Space» «Суперагенты в космосе»                                | 9 марта 2007   |
| Один из музыкантов пропал во время атаки пришельцев в космосе. Шпионкам ничего другого не остаётся, как отправиться ему на выручку. Алекс, Кловер и Сэм фанатеют от музыкальной группы. Им удалось попасть на концерт в открытом космосе Mэнди на зависть. |    |                                                                         |                |
| 102 | 24 | «Totally Busted. Part 1» «Похищение века. Часть 1»                      | 8 марта 2007   |
| Опаснейший вирус "Антишпион" попал к Mэнди в бассейн, и теперь, она, Кейтлин и Доминик стали охотиться на Алекс, Кловер и Сэм. Алекс, Кловер и Сэм попытались прекратить шпионские штучки, ведь их мамы против этого. |    |                                                                         |                |
| 103 | 25 | «Totally Busted. Part 2» «Похищение века. Часть 2»                      | 8 марта 2007   |
| Mэнди похитила мам Алекс, Кловер и Сэм. Девушки вынуждены отправиться в горы, для их спасения, но попадают в лавину, сошедшую с гор из-за вертолётного шума Джерри. |    |                                                                         |                |
| 104 | 26 | «Totally Busted. Part 3» «Похищение века. Часть 3»                      | 8 марта 2007   |
| Мамы Алекс, Кловер и Сэм никак не смирятся с вестью о гибели своих дочерей. Джерри решил попытаться научить их шпионским приёмам, ведь надо ещё остановить Mэнди с её подругами. |    |                                                                         |                |

## Сезон 5 (2007—2008)
| № | #  | Название                                                 | Дата показа      |
| --- | -- | -------------------------------------------------------- | ---------------- |
| 105 | 1  | «Evil Graduation» «Необычный выпуск»                     | 31 августа 2007  |
| Алекс, Кловер и Сэм собрались на выпускной вечер. Вдруг на празднике всех одолевает внезапный сон. Алекс, Кловер и Сэм, решив быть всё время вместе, собираются поступать в один университет Малибу. |    |                                                          |                  |
| 106 | 2  | «Evil Roommate» «Опасное соседство»                      | 12 сентября 2007 |
| Сэм поселили с очень неприятной девушкой. Однако, никто и не догадывался, что соседка не совсем простая. Когда шпионок поселили в общежитие, Сэм находится без Кловер и Алекс. Для того, чтобы не разделять подруг, Джерри решил подарить девушкам пентхаус.                                                                                |    |                                                          |                  |
| 107 | 3  | «Evil Professor» «Лжепрофессор»                          | 19 сентября 2007 |
| Шпионки попадают за решётку за помощь лжепрофессору-неудачнику в совершении его преступления. Плата за пентхаус стоит довольно много денег, и Алекс, Кловер и Сэм приходится устроиться на работу в кафе, где они опять начинают соперничество с Mэнди.                                                                                     |    |                                                          |                  |
| 108 | 4  | «The Granny» «Бабуля»                                    | 10 октября 2007  |
| Джерри просит шпионок помочь в переводе из тюрьмы пожилой преступницы. Однако, в результате потери бдительности девушек, банда пожилых бандитов снова начинает разбойничать. Кловер познакомилась с молодым человеком по имени Блейн. |    |                                                          |                  |
| 109 | 5  | «Another Evil Boyfriend» «Подозрительный друг»           | 15 октября 2007  |
| Кловер влюбилась в Блейна, который, как оказалось, хочет её убить. Кловер начала встречаться с Блейном, однако, во время свиданий всё время случаются разные казусы. |    |                                                          |                  |
| 110 | 6  | «Return of Geraldine» «Возвращение Джеральдины»          | 26 сентября 2007 |
| Джеральдина снова вернулась и всё также хочет расквитаться со шпионками. Теперь в роли её заложников выступили Блейн и Кловер. Кловер огорчилась, ведь теперь ей не удаётся постоянно быть с Блейном. В конце задания она узнала, что её возлюбленного отправили выполнять миссию очень далеко от Малибу.                                   |    |                                                          |                  |
| 111 | 7  | «Evil Sorority» «Преступное сообщество»                  | 3 октября 2007   |
| Отдельные девчонки стали очень странно себя вести, среди них и Кловер. Они стали тайно работать вместе со злодейкой. Алекс, Кловер и Сэм решили вступить в разные клубы с целью обзавестись новыми друзьями. |    |                                                          |                  |
| 112 | 8  | «Evil Gymnasts» «Злобные гимнастки»                      | 24 октября 2007  |
| Гимнастки стали вести себя как обезьянки. Их тренер думает, что животные повадки облегчат победу в соревнованиях. У Алекс нашлись родственники, живущие в Париже. Это оказывается обычная, совсем не похожая на неё семья из деревни. |    |                                                          |                  |
| 113 | 9  | «Evil Pizza Guys» «Братья-соперники»                     | 7 ноября 2007    |
| Шпионкам удаётся примирить двух братьев, готовящих пиццу. Как всегда, стало только хуже — братья стали злодеями, которых теперь надо остановить. Джерри оставил Алекс, Кловер и Сэм в парижском офисе, попросив провести генеральную уборку.                                                                                                |    |                                                          |                  |
| 114 | 10 | «Evil Shoe Designer» «Коварный модельер»                 | 14 ноября 2007   |
| Алекс, Кловер и Сэм пытаются выяснить, кто стоит за похищением знаменитых критиков, среди которых также Беатрис Бэш, редактор модного журнала. Сэм, Алекс и Кловер снова встречают Гийома, чистильщика водоёмов. Сэм плохо знает французский и поэтому вообразила, что Гийом её полюбил и хочет пригласить на свидание.                     |    |                                                          |                  |
| 115 | 11 | «Virtual Stranger» «Виртуальное злодейство»              | 21 ноября 2007   |
| При помощи игрового шлема Бритни выступает в роли «поставщика» в реальный мир трёх компьютерных злодеев, тут же решивших его захватить. Алекс, Кловер и Сэм встретились с Бритни, которая смогла проучить даже Mэнди. |    |                                                          |                  |
| 116 | 12 | «WOOHPersize Me!» «Суперсистема»                         | 28 ноября 2007   |
| Злодею, ранее работавшему в агентстве, удаётся создать армию из студентов Mалибу. Алекс снова приревновала остальных подружек к Бритни и решила сделать коктейль, который точно не придётся Бритни по вкусу. Однако, что удивительно, Бритни с огромным удовольствием его выпила.                                                           |    |                                                          |                  |
| 117 | 13 | «Evil Hotel» «Опасный отель»                             | 5 декабря 2007   |
| Злодею со звёздной болезнью удалось похитить и запереть в подводной гостинице всех знаменитостей. Бритни и Алекс подружились и теперь вместе работают, ведь они увлечены одним и тем же певцом. |    |                                                          |                  |
| 118 | 14 | «Totally Mystery Much?» «Помощь из Центра»               | 12 декабря 2007  |
| Шпионок отправили на горнолыжный курорт. Им необходимо выяснить, кто решил терроризировать всех вокруг. Сэм опять поругалась с подружками из-за беспорядков. |    |                                                          |                  |
| 119 | 15 | «Evil Sushi Chef» «Нездоровая конкуренция»               | 26 декабря 2007  |
| Шпионки выполняют очередную миссию, кто то совершает нападения на рестораны суши. Сэм странно себя ведёт. Во время задания, внезапно, с разными отговорками она уходит от подружек. Джаз Хендз оказывается на свободе, а Сэм начала врать подружкам о своей занятости в школе.                                                              |    |                                                          |                  |
| 120 | 16 | «Miss Spirit Fingers» «Мисс Чуткие Пальцы»               | 2 января 2008    |
| Кловер и Алекс замечают, что c Сэм что-то происходит. Они стали следить за ней и узнали, что Сэм находится вместе с Джазом Хензом, когда то пытавшемся превратить всех в мимов, под прикрытием. |    |                                                          |                  |
| 121 | 17 | «Mime World» «Мир мимов»                                 | 13 января 2008   |
| Джазу Хендзу удалось открыть парк с мимами. Осуществить задуманное ему помогает Сэм. Алекс и Кловер обязаны узнать, что происходит на самом деле и зачем их подружка переметнулась к силам зла. Девочки внедряются на остров Джаза Хендза. Он хочет всех людей превратить в пантомимов. Джерри старается обзавестись волосами.              |    |                                                          |                  |
| 122 | 18 | «Evil Mascot» «Угроза с воздуха»                         | 20 января 2008   |
| По всему кампусу Малибу кто-то нападает на учеников. А что ещё удивительней, все пострадавшие — спортсмены. Алекс пытается всеми правдами и неправдами получить место нового морского талисмана университета. |    |                                                          |                  |
| 123 | 19 | «The Show Must Go On… or Else» «Шоу должно продолжаться» | 27 января 2008   |
| Кловер начала брать уроки театра, решив заполучить как можно больше своих поклонников. Её бойфренд, которого зовут Вильгельм, со слов Сэм оказывается всего лишь горой бесчувственных мышц. |    |                                                          |                  |
| 124 | 20 | «Zero to Hero» «Любовь преображает»                      | 3 февраля 2008   |
| Джерри послал шпионок на борьбу с создателем сыворотки, которая превращает жителей в гигантов. Вержил начал ухаживать за Алекс, однако та боится этих знаков внимания и решила отказаться от его свиданий. |    |                                                          |                  |
| 125 | 21 | «WOOHP-tastic» «Звёздная болезнь»                        | 10 февраля 2008  |
| Кловер выиграла куклу в одном из конкурсов достижений WOOHP. Также она получает место около кабинета Джерри и возможность пользоваться лимузином агентства. Давняя дружба девчонок рушится из-за капризов Кловер, считающую выполнение грязной работы во время заданий ниже своего достоинства, ведь она победила в главном конкурсе WOOHP. |    |                                                          |                  |
| 126 | 22 | «So Totally Not Groove-y» «Опасный шопинг»               | 17 февраля 2008  |
| Шпионки направляются в бутик "Груви" выполнять очередную миссию, и тут оказывается, что они должны припомнить все свои шпионские приёмы, ведь им противостоят злодеи — роботы, некогда уже побеждённые ими. Алекс, Кловер и Сэм полностью подготовились к походу по магазинам.                                                              |    |                                                          |                  |
| 127 | 23 | «Ho-ho-ho-no!» «Шпионское Рождество»                     | 24 февраля 2008  |
| Шпионки не ушли в отпуск, несмотря на Рождественские праздники. Алекс, Кловер и Сэм должны во что бы то ни стало победить злодея, остановить необычную метель, выяснить, что за объекты появились над городом. Mэнди, решив посмеяться над Кловер, дарит той коробку с углём.                                                               |    |                                                          |                  |
| 128 | 24 | «Totally Icky» «Генеральная уборка»                      | 2 марта 2008     |
| Шпионкам необходимо выяснить, кто создал грязные смерчи, наводнения из хлама и огромные пыльные клубы, появившиеся во всех городах. Mэнди, работая в качестве надзирателя за чистотой, постоянно цепляется к Алекс, Кловер и Сэм. |    |                                                          |                  |
| 129 | 25 | «Totally Dunzo. Part I» «Семейные ценности. Часть 1»     | 12 марта 2008    |
| Алекс, Кловер и Сэм должны узнать, кем на самом деле является Мистер Х и зачем ему похищать Джерри. Мама Джерри случайно выпила чай с попавшим в него химическим веществом. Mэнди, став университетским президентом, по-новому распределила парковочные места.                                                                              |    |                                                          |                  |
| 130 | 26 | «Totally Dunzo. Part II» «Семейные ценности. Часть 2»    | 19 марта 2008    |
| При помощи специального устройства шпионкам удаётся уничтожить зло всего мира, однако это устройство не работает с роботами. Позвав на помощь Миссис Льюис, шпионкам удалось спасти мир, и они наконец заслужили полноценный отдых. |    |                                                          |                  |

## Сезон 6 (2013—2015)
| № | #  | Название                                                           | Дата показа      |
| --- | -- | ------------------------------------------------------------------ | ---------------- |
| 131 | 1  | «The Anti-Social Network» «Анти-социальная сеть»                   | 7 сентября 2014  |
| Кловер, Сэм и Алекс решают, куда им поступать, но Кловер всех записывает на занятия по моде. У Мэнди есть тайный поклонник, который решает ей отомстить, создав социальную сеть и управляя разумом людей. |    |                                                                    |                  |
| 132 | 2  | «Nine Lives» «Девять жизней»                                       | 14 сентября 2014 |
| В мире стали происходить странные вещи. Все знаменитые достопримечательности мира кто-то превратил в места развлечения для кошек. Шпионкам предстоит выяснить, что произошло, как вернуть всё в норму и почему в этой миссии замешана Фелин Дион, профессор из лаборатории, в которой работает Алекс. |    |                                                                    |                  |
| 133 | 3  | «Vide-O-No!» «Виде-О-Нет!»                                         | 21 сентября 2014 |
| Начали пропадать разработчики игр. Шпионки отправляются на задание и внезапно попадают в видеоигру. |    |                                                                    |                  |
| 134 | 4  | «Super Mega Dance Party Yo!» «Мега-танцевальная вечеринка»         | 28 сентября 2014 |
| Танцоры исчезают. Таинственный вор оставляет следы только левой ноги. Алекс пригласили на танцевальный конкурс. У шпионок появляется еще один сосед по пентхаусу. |    |                                                                    |                  |
| 135 | 5  | «Pageant Problems» «Проблемы с красавицами»                        | 5 октября 2014   |
| Берта взяла выпавшую из кармана Джерри карту доступа в секретную лабораторию ВОЗЧ, где Джерри проводил опыты с сывороткой человеческой молодости. Взяв сыворотку, женщина снова стала молодой, после чего записалась на конкурс "Мисс Вселенная". Оказалось, что сыворотка нестабильна и Джерри поручил шпионкам найти Берту и привести её в ВОЗЧ, чтобы предотвратить её смерть. Но женщина не хочет потерять свой титул, из-за чего оказывает яростное сопротивление шпионкам. |    |                                                                    |                  |
| 136 | 6  | «Grabbing the Bully by the Horns» «Взять быка за рога»             | 12 октября 2014  |
| Кловер убеждает Алекс и Сэм вместе учиться дизайну. К Алекс возвращается ее любимец — поросёнок Уенки. На гавайских пляжах замечены странные существа. |    |                                                                    |                  |
| 137 | 7  | «The Wedding Crasher» «Свадебная шумиха»                           | 19 октября 2014  |
| Опасность приближается к Букингемскому дворцу, когда известный американский модельер Вера Ванн создает смертоносное свадебное платье-робот для новой принцессы Англии. Шпионы должны победить Веру, иначе свадьба обернется катастрофой. |    |                                                                    |                  |
| 138 | 8  | «Celebrity Swipe!» «Похищение знаменитостей»                       | 26 октября 2014  |
| Мировые знаменитости исчезают. Они возвращаются в странном состоянии. Куда деваются их таланты? |    |                                                                    |                  |
| 139 | 9  | «Super Sweet Cupcake Company» «Компания сладких кексов»            | 2 ноября 2014    |
| С момента открытия новой компании по производству кексов люди ведут себя странно. Связано ли это открытие с происходящими странностями? |    |                                                                    |                  |
| 140 | 10 | «The Dusk of Dawn» «Сумерки рассвета»                              | 9 ноября 2014    |
| В Голливуде есть что-то странное. Из фильма в реальный мир попадают два персонажа. |    |                                                                    |                  |
| 141 | 11 | «Dog Show Showdown!» «Развязка собачьей выставки!»                 | 16 ноября 2014   |
| Исчезнет знаменитая собака. Шпионки отправлены на выставку собак, чтобы узнать, что происходит. |    |                                                                    |                  |
| 142 | 12 | «Mandy Doll Mania!» «Кукло-мания Мэнди»                            | 23 ноября 2014   |
| В мир идет кукла Мэнди. Но начинают происходить странные вещи. Они оживают и злятся. |    |                                                                    |                  |
| 143 | 13 | «Evil Ice Skater» «Злая Фигуристка»                                | 30 ноября 2014   |
| Девочки должны выяснить, что случилось с несколькими известными фигуристами, и в конечном итоге участвовать в миссии по победе над Исолиной Хахики, подростковой гавайской фигуристкой-террористкой. |    |                                                                    |                  |
| 144 | 14 | «Inferior Designer!» «Второсортный дизайнер»                       | 7 декабря 2014   |
| После расследования исчезновения немецкого дизайнера интерьеров Ингрид Ярдстик, девушек приводят к опальному дизайнеру по имени Мэгги, и ее новая цель — навязать свой дизайн всем в мире. |    |                                                                    |                  |
| 145 | 15 | «WOOHP-Ahoy!» «На палубе ВОЗЛ»                                     | 14 декабря 2014  |
| Джерри читает лекцию по новым изобретениям на палубе WOOHP. Кловер, Сэм и Алекс тоже были приглашены. Неожиданно атакуют корабельные пираты и портят планы отдыха девчонок. |    |                                                                    |                  |
| 146 | 16 | «Trent Goes Wild!» «Безобразия Трента»                             | 21 декабря 2014  |
| Трент находит шпионок после выполнения миссии. Джерри заставляет стереть ему память. Однако он совершает ошибку, которая приводит к ужасным последствиям. |    |                                                                    |                  |
| 147 | 17 | «Little Dude» «Крутыш»                                             | 28 декабря 2014  |
| Бывшая звезда скейтборда Крутыш уничтожает заповедники земли, превращая их в огромные площадки для скейтбордистов, чтобы снова стать популярным. Из-за его сложной формулы цемента, Земле угрожает опасность сойти со своей орбиты и улететь в космос. Шпионки должны остановить старого скейтбордиста, чтобы предотвратить катастрофу. Тем временем, Кловер влюбляется в красивого скейтбордиста, поэтому ей необходимо научиться кататься на скейтборде.                       |    |                                                                    |                  |
| 148 | 18 | «Totally Switched Again!» «Поменяться телами»                      | 4 января 2015    |
| Один из сокамерников WOOHP изобретает устройство и меняется телом вместе с Джерри. Между тем мать Джерри помнит, как быть шпионом. |    |                                                                    |                  |
| 149 | 19 | «Clowning Around!» «Клоунада»                                      | 11 января 2015   |
| Клэр Млейн, злая клоунесса, создает макияж, который превращает людей в дураков с клоунскими лицами. Девочки должны отправиться в Японию и сразиться с ней. Деканы университета поручают Мэнди следить за Алекс, Сэм и Кловер в обмен на их пентхаус. |    |                                                                    |                  |
| 150 | 20 | «Astro-Not!» «Астро-Нот»                                           | 18 января 2015   |
| Когда случаются странные природные катаклизмы и все начинают задаваться вопросами, девочек приводят к чокнутому подражателю астронавту по имени Эйми Купер, который намеревается сделать так, чтобы проблемы продолжались. |    |                                                                    |                  |
| 151 | 21 | «Baddies on a Blimp» «Преступники в аэростате»                     | 25 января 2015   |
| Джерри вызывает Алекс, Сэм и Кловер для сопровождения заключенных на остров WOOHP. Бывает, что система безопасности дает сбой и заключенные пытаются сбежать. |    |                                                                    |                  |
| 152 | 22 | «Jungle Boogie» «Буги-Вуги джунглей»                               | 1 февраля 2015   |
| Растения захватывают Рио-де-Жанейро и другие города, шпионки должны победить ненавидящую технологии и обожающую джунгли бразильянку Шелли Джанглав. |    |                                                                    |                  |
| 153 | 23 | «Danger TV» «Опасное телевидение»                                  | 8 февраля 2015   |
| К Кловер приезжает ее кузен Норми. Тем временем кто-то похищает знаменитостей. Шпионки отправляются на задание, а Норми остается с Джерри. |    |                                                                    |                  |
| 154 | 24 | «Solo Spies!» «Агенты Одиночки»                                    | 15 февраля 2015  |
| Одержимая шпионская фанатка Лиза похищает шпионов для своей шпионской коллекции. Сэм, Алекс и Кловер попадают к ней в логово и пытаются остановить это безумие. |    |                                                                    |                  |
| 155 | 25 | «So Totally Versailles! Part I» «Происшествие в Версале! Часть 1»  | 22 февраля 2015  |
| Класс модного дизайна, где учатся Кловер, Алекс и Сэм выигрывает поездку в Версаль. Перед отлетом Джерри дарит девочкам подарки, которые возможно помогут провести путешествие в безопасности. Из старого французского хранилища исчезает ключ и начинают происходить странные вещи. |    |                                                                    |                  |
| 156 | 26 | «So Totally Versailles! Part II» «Происшествие в Версале! Часть 2» | 1 марта 2015     |
| Кловер, Сэм и Алекс и их класс продолжают отдых в Версале выиграв конкурс. Шпионкам предстоит узнать куда пропадают ученики, разоблачить нового злодея, а также понять странное поведение Мэнди. |    |                                                                    |                  |

## Сезон 7 (2024—2025)
| №   | #  | Название                           | Дата показа |
| --- | -- | ---------------------------------- | ----------- |
| 157 | 1  | «Pandapocolypse» «Пандапокалипсис» | 12 мая 2024 |
| 158 | 2  | TBA                                | TBA         |
| 159 | 3  | TBA                                | TBA         |
| 160 | 4  | TBA                                | TBA         |
| 161 | 5  | TBA                                | TBA         |
| 162 | 6  | TBA                                | TBA         |
| 163 | 7  | TBA                                | TBA         |
| 164 | 8  | TBA                                | TBA         |
| 165 | 9  | TBA                                | TBA         |
| 166 | 10 | TBA                                | TBA         |
| 167 | 11 | TBA                                | TBA         |
| 168 | 12 | TBA                                | TBA         |
| 169 | 13 | TBA                                | TBA         |
| 170 | 14 | TBA                                | TBA         |
| 171 | 15 | TBA                                | TBA         |
| 172 | 16 | TBA                                | TBA         |
| 173 | 17 | TBA                                | TBA         |
| 174 | 18 | TBA                                | TBA         |
| 175 | 19 | TBA                                | TBA         |
| 176 | 20 | TBA                                | TBA         |
| 177 | 21 | TBA                                | TBA         |
| 178 | 22 | TBA                                | TBA         |
| 179 | 23 | TBA                                | TBA         |
| 180 | 24 | TBA                                | TBA         |
| 181 | 25 | TBA                                | TBA         |
| 182 | 26 | TBA                                | TBA         |